# Індерський соляний промисел
Індерський соляний промисел – виробничий майданчик на заході Казахстану, де здійснюється видобуток харчової солі.
Поклади галіту, які знаходяться у озері Індер, пов’язані із розмиванням основним водоносним горизонтом Індерського соляного купола з наступним випаровуванням ропи в озерній котловині. Товщина пластів галіту становить від 8 до 56 метрів, а балансові запаси харчової солі Індерського родовища були визначені на початку 1980-х як 641 млн тон.
Є відомості, що на початку 20 століття видобуток солі з озера Індер сягав 6 – 8 тисяч тон на рік. 
В 2018-му за виробництво харчової солі узялась компанія «Inder Tuz Company», яка планує протягом 20 років вилучити з свого гірничого відводу біля 5 млн тон. За 2018 – 2022 роки сукупне виробництво становило 371 тисячу тон.
Можливо також відзначити, що з середини 1930-х та до початку 1990-х років поряд з озером Індер діяв Індерський боратовий рудник, поява якого також пов’язана з Індерським соляним куполом.